# .22 Long Rifle
.22 LR (англ. long rifle — «довгий гвинтівковий»), 5,6×15 мм R — дрібнокаліберний унітарний набій кільцевого запалення 22-го калібру (0,22 дюйма, 5,6 мм).

## Опис
Набій був розроблений в 1887 році фірмою «J. Stevens Arms & Tool Company» і є світовим рекордсменом за обсягом випуску та використання.
Зараз цей набій належить до числа небагатьох набоїв кільцевого запалення, що залишились у широкому вжитку.
Найпоширеніший тренувальний і спортивний боєприпас .22 LR також популярний серед мисливців: в США — відстрілюють дрібних гризунів (ховрахів тощо).
Своєю популярністю набій зобов'язаний вкрай низькій вартості, практично відсутності відбою і більш ніж задовільній балістиці на малих відстанях, що дозволяє витрачати в рази більшу кількість боєприпасів (у порівнянні з патронами центрального бою) для спортивних тренувань, розважальної стрільби і промислу. Подібні переваги має і зброя під набій .22 LR: її вартість найменша на цивільному ринку, підходить навіть для найдосвідченіших стрільців, і майже завжди має вкрай просту і надійну будову — завдяки малій потужності набою.

## Ефективність

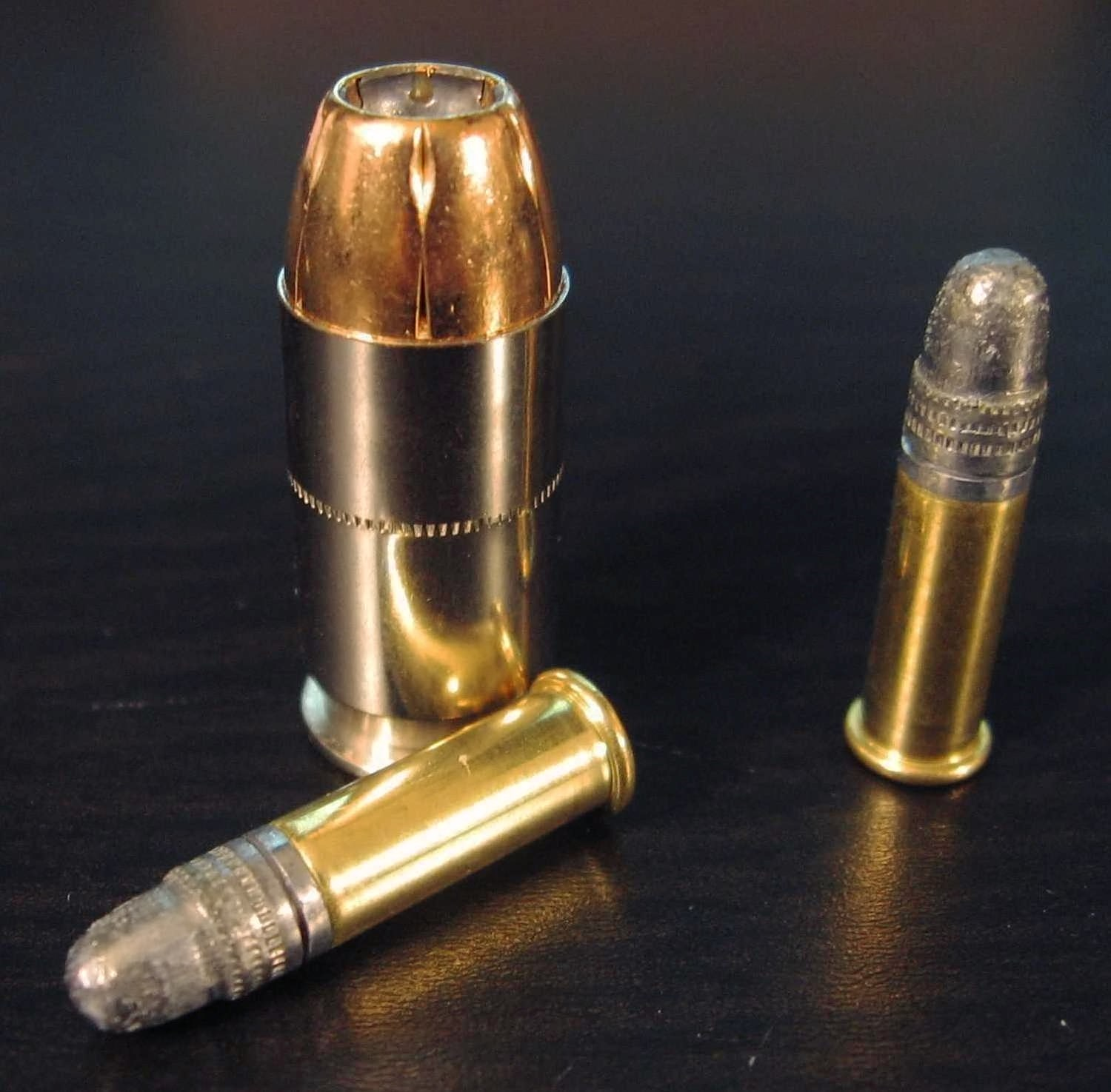
Два набої калібру .22 LR в порівнянні з .45 ACP.

Ефективність залежить від довжини ствола та типу затворної групи. Наприклад, ефективність набою в гвинтівках з ковзним затвором може відрізнятись від самозарядних карабінів. Прицільна дальність стрільби набоями .22 LR не перевищує близько 140 метрів. Після 140 метрів стає важко компенсувати падіння кулі. Мала прицільна відстань, мала гучність, легкий відбій зробили ці набої поширеними для тренування зі стендової стрільби. Точність набоїв істотно різниться в залежності від виробника та марки. Ще одним чинником погіршення влучності для гвинтівок є те, що вже на відстані близько 90-100 метрів звичайна куля переходить на дозвукову швидкість, і внаслідок удару звукової хвилі може відхилятись від траєкторії.
Оскільки куля .22 LR має меншу потужність в порівнянні з іншими набоями, її небезпеку для людини часто недооцінюють. Однак, куля .22 LR може завдати важких поранень (наприклад, чотири людини отримали поранення під час замаху на Президента Рейгана, один чоловік залишився назавжди паралізованим, життя самого Рейгана висіло на волосині) або загибель: наприклад, стрілянина в школі Каухайокі (11 вбитих і 1 поранений), стрілянина в школі Йокела (8 вбитих і 1 поранений), або стрілянина в 1979 році в початковій школі Клівленда (2 вбитих і 9 поранених), а також вбивство Роберта Ф. Кеннеді. Інші численні випадки стрільби переконливо довели, що кулі .22 LR здатні завдати людині важких поранень. Навіть на відстані в 370 метрів куля .22 LR летить зі швидкістю близько 150 м/с. Рикошети трапляються частіше в куль .22 LR аніж у потужніших набоїв. Якщо куля .22 LR летить під невеликим кутом, вона може навіть рикошетом відбитись від поверхні води. Поранення може отримати людина навіть за сотню метрів від місця рикошету.
Кулі набоїв кільцевого запалення, зазвичай, складаються або лише зі свинцю (для стандартних набоїв), або вкриті міддю чи сплавом (для набоїв підвищеної швидкості). Покриття кулі тонким шаром міді служить для зменшення тертя в каналі ствола. Воно також запобігає окисленню свинцю кулі. Свинець з часом окислюється. Оксид свинцю на поверхні кулі може збільшити її діаметр, що призводить до застрягання в патроннику, або, у випадку набоїв підвищеної швидкості, спричиняти виникнення небезпечного тиску під час пострілу. Стандартні і дозвукові патрони вкривають воском заради захисту від окислення та змащення в каналі ствола.

## Застосування
Патрон використовують як в гвинтівках, так і в пістолетах. Його виготовляють для гвинтівок в основному для мисливських і спортивних цілей і для пістолетів — для тренувально-спортивних цілей, інколи — самооборони. Через невисоку енергію і занадто круту траєкторію кулі цей набій придатний лише для добування дрібної дичини (білка, соболь) на малих відстанях.
Незважаючи на відмінності між різними зразками набоїв кругового запалення, між ними все ж можлива деяка взаємозамінність. Так, у радянських дрібнокаліберних гвинтівках і пістолетах, патронник яких розрахований на використання довгих гвинтівкових набоїв .22 LR, за потреби можна стріляти патронами .22 Short і .22 Long. Патрон .22 Magnum (.22 WMR) не можна використовувати в зброї під .22 LR через більший діаметр гільзи (6,1 мм проти 5,75 мм у .22 LR), а також тому, що діаметр кулі у .22 LR дорівнює діаметру гільзи (т. зв. англ. «heeled bullet») на відміну від .22 WMR.

## Розміри набою
Максимально допустимі C.I.P. розміри набою калібру .22 Long Rifle. Всі величини вказані в міліметрах.

## Зброя під набій .22 LR

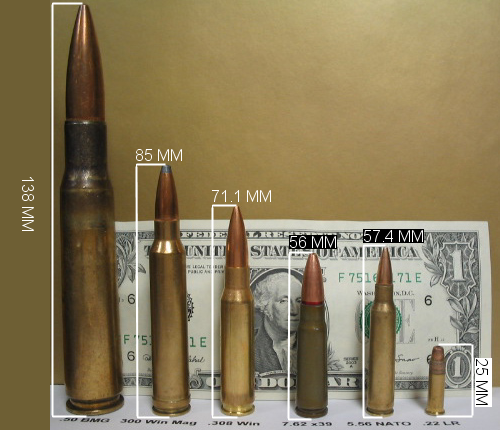
Порівняння розмірів різних набоїв. Зліва направо: .50 BMG, .300 Win Mag, .308 Win, 7,62×39 мм, 5,56×45 мм НАТО, .22 LR

Існує величезна кількість моделей зброї, розрахованих на використання даного виду патрона, зокрема:
- револьвери
- самозарядні пістолети:
  - зокрема, спортивно-тренувальні пістолети: ИЖ-34\ИЖ-35, Пістолет Марголіна, МЦ-3 та ін
- гвинтівки та карабіни, серед них:
  - однозарядні спортивні та спортивно-тренувальні гвинтівки: ТОЗ-8, ТОЗ-12 та ін
  - спортивні та спортивно-тренувальні магазинні гвинтівки: ТОЗ-9, БИ-7-2[6] та ін
  - мисливські магазинні гвинтівки та карабіни: ТОЗ-11, ТОЗ-17, ТОЗ-18, ТОЗ-78 та ін
  - самозарядні гвинтівки: AR-7, ТСВ-1, Marlin Model 60, Ruger 10/22 та ін
- комбінована мисливська зброя (комбіновані рушниці, штуцери та ін)
- дрібнокаліберні снайперські гвинтівки: СВ-99 та ін
- зразки безшумної зброї для сил спеціального призначення: пістолет «Welrod», пістолет «High Standard HDM», карабін «De Lisle»
- автоматична зброя: Кулемет Блюма, American-180 та ін

Мабуть, найдивніший приклад — дрібнокаліберний кулемет Блюма, яким в Радянському Союзі користувались до початку Другої світової війни для навчання особового складу РСЧА стрільбі з кулеметів Максима і Дегтярьова, а згодом — для відстрілу вовків у деяких мисливських господарствах.